# Михайловская (Устьянский район)
Михайловская — деревня в Устьянском районе Архангельской области. Входит в состав муниципального образования «Октябрьское».

## География
Деревня расположена в южной части Архангельской области, в таёжной зоне, в пределах северной части Русской равнины, в 21 километре на северо-запад от посёлка Октябрьский, на левом берегу реки Устья, притока Ваги.
Часовой пояс
Михайловская, как и вся Архангельская область, находится в часовой зоне МСК (московское время). Смещение применяемого времени относительно UTC составляет +3:00.

## Население
| 2002 | 2010 | 2012 |
| ---- | ---- | ---- |
| 13   | ↘12  | ↘11  |

## История
Указана в «Списке населённых мест по сведениям 1859 года» в составе 2-го стана Вельского уезда Вологодской губернии под номером «2360» как «Михалевская (Михалово)». Насчитывала 13 дворов, 42 жителя мужского пола и 47 женского.
В материалах оценочно-статистического исследования земель Вельского уезда упомянуто, что в 1900 году в административном отношении деревня входила в состав Рыжковского сельского общества Леонтьевской волости. На момент переписи в селении Михайловское находилось 15 хозяйств, в которых проживало 53 жителя мужского пола и 46 женского.